# Макеми Парк (Вирџинија)
Макеми Парк (енгл. Makemie Park) насељено је место без административног статуса у америчкој савезној држави Вирџинија.

## Демографија
По попису из 2010. године број становника је 155.
| Група             | 2000.    | 2010.       |
| Белци             | 0 (0,0%) | 16 (10,3%)  |
| Афроамериканци    | 0 (0,0%) | 137 (88,4%) |
| Азијати           | 0 (0,0%) | 0 (0,0%)    |
| Хиспаноамериканци | 0 (0,0%) | 0 (0,0%)    |
| Укупно            | 0        | 155         |